# Herzel-Polka
"Herzel-Polka", op. 188, är en polka av Johann Strauss den yngre, som framfördes första gången den 3 februari 1857 i danslokalen Zum Sperl i Wien.

## Historia
Johann Strauss komponerade polkan till karnevalen 1857 för en välgörenhetsbal till förmån för de fattiga i stadsdelen Leopoldstadt där den också spelades första gången den 3 februari samma år. Då Strauss själv bodde i Leopoldstadt var det en hjärtesak för honom att bistå sina grannar och vänner. Hans engagemang för sådana välgörenhetsbaler var också en av orsakerna till att han utnämndes till "Kejserlig och kunglig hovbalsmusikdirektör" 1863. I ansökan till tjänsten skrev han bland annat om sig själv i tredje person, att "utan egenintresse har han inte missat något tillfälle att tillåta sin orkester att medverka vid diverse välgörenhetstillställningar eller själv organisera dylika evenemang".

## Om polkan
Speltiden är cirka 3 minuter och 3 sekunder, plus minus några sekunder beroende på dirigentens musikaliska tolkning.